# Herb gminy Śliwice
Herb gminy Śliwice – jeden z symboli gminy Śliwice, ustanowiony 29 kwietnia 1997.

## Wygląd i symbolika
Herb przedstawia na tarczy dzielonej w słup z lewej strony na czerwonym tle srebrna tyka poroża jelenia, a z prawej strony na białym tle gałązkę śliwy tarniny z owocnikami. 